# Grebenstein
Grebenstein (dolnoniem. Grebensteen) – miasto w Niemczech, w kraju związkowym Hesja, w rejencji Kassel, w powiecie Kassel.